# Eriphus mexicanus
Eriphus mexicanus är en skalbaggsart som beskrevs av Audinet-serville 1834. Eriphus mexicanus ingår i släktet Eriphus och familjen långhorningar. Inga underarter finns listade i Catalogue of Life.